# خویوو
خویوو (به لهستانی:  Chojewo) یک روستا در لهستان است که در گمینا برانگسک واقع شده‌است.